# Memo Rodríguez
José Guillermo Rodríguez, detto Memo (Wharton, 27 dicembre 1995), è un calciatore statunitense, centrocampista dello Sporting K.C.

## Caratteristiche tecniche
È un esterno sinistro.

## Carriera
Ha esordito in MLS l'8 aprile 2017 con la maglia del Houston Dynamo in occasione dell'incontro perso 2-0 contro il N.E. Revolution.
Il 5 gennaio 2023 viene ingaggiato dal LA Galaxy.